# 중학생퀴즈
《중학생퀴즈》는 대한민국의 한국방송공사에서 제작·방영한 중학교 학생 대상 퀴즈 프로그램이며 제일합섬(現, 도레이케미칼)의 지원을 받아 방송을 해온 것으로 유명하다.

## 역대 MC
- 원종배 前 아나운서/방송인
- 강성곤 前 아나운서실 편성위원
- 안희재 前 아나운서
- (故)박태남 前 아나운서

## 방송 시간
- 1985년 ~ 1986년 매주 일요일 오후 (KBS 2TV)
- 1986년 ~ 1990년 매주 일요일 아침 (KBS 2TV)
- 1990년 ~ 1991년 매주 토요일 저녁 (KBS 1TV)
- 1991년 ~ 1993년 매주 일요일 아침 (KBS 2TV)

## 출판
- 1991년 중학생 퀴즈 (안희구 엮음, 편집부) 서울교육

## 같이 보기
- 도전! 골든벨 (KBS 1TV) (임시종영)
- 장학퀴즈 (문화방송 시절인, 고등학교 학생 대상)